# Mandhali
Mandhali (em panjabi: ਮੰਢਾਲੀ) é uma aldeia localizada no distrito de Shaheed Bhagat Singh Nagar, no estado de Punjab, na Índia. Está localizado a 1,7 (1,1 mi) quilômetros de Kultham, 8 (5 mi) quilômetros da cidade de Phagwara, 28 quilômetros (17 mi) do distrito Shaheed Bhagat Singh Nagas e 120 quilômetros (75 mi) da capital do estado, Chandigarh. A aldeia, assim como as demais indianas, é governada por um sarpanch, eleito democraticamente pela maioria da população residente no assentamento.

## Demografia
Segundo o relatório publicado pelo Censo da Índia de 2011, a aldeia Mandhali é composta por um total de 328 casas e a população total é de 1655 habitantes, dos quais 916 são do sexo masculino e 739, do sexo feminino. O nível de alfabetização da aldeia é 59.93% maior que a média do estado, a qual é de 75.84%.
Conforme constatação do Censo, 924 pessoas exercem seu trabalho fora da aldeia; dessas, 546 são homens e 378 são mulheres. O levantamento do governo também consta que 62.77% dos trabalhadores ocupam um serviço como trabalho formal e único, enquanto os outros 37.23% estão envolvidos em atividades marginais, trabalhando como meio de subsistência em diferentes lugares em menos de seis meses.

## Educação
Na aldeia, não há nenhuma escola, e os estudantes precisam ir a outras aldeias para estudar; muitas dessas aldeias estão distantes por dez quilômetros. Nas proximidades, destaca-se a Lovely Professional University a 17 quilômetros. Outras instituições de ensino também representam papel importante na região: Midday Meal Scheme e Right of Children to Free and Compulsory Education Act.

## Transporte
A estação de trem mais próxima de Mandhali é Kulthamabdullashah; no entanto, a estação principal, Phagwara, está a 10 quilômetros (6,2 mi) de distância. O aeroporto mais perto é Sahnewal, localizado a 55 quilômetros, e o aeroporto internacional mais próximo é o Sri Guru Ram Dass Jee, a 125 quilômetros.